# Cláudio
Pour les articles homonymes, voir Claudio.
Cláudio est une municipalité brésilienne de l'État du Minas Gerais et la microrégion de Divinópolis.